# Too Lost in You
"Too Lost In You" é uma canção do girl group britânico Sugababes, para o terceiro álbum de estúdio Three (2003). Foi escrito pela compositora americana Diane Warren como uma interpretação inglesa da música "Quand j'ai peur de tout" da cantora francesa Patricia Kaas (que tinha letras em francês de Jean-Jacques Goldman). A música foi produzida pelo músico australiano Rob Dougan em colaboração com Andy Bradfield e gravada no estúdio Realsongs em Hollywood. "Too Lost In You" aparece proeminentemente na trilha sonora do filme Simplesmente Amor de 2003, e foi escolhido para o filme especificamente pelo diretor Richard Curtis. Ele também apareceu em Bridget Jones. É uma balada pop e R&B composta por um arranjo de música orquestral e harmonias sombrias.
"Too Lost in You" foi lançado no Reino Unido em 15 de dezembro de 2003 como o segundo single do álbum. Recebeu críticas favoráveis da maioria dos críticos de música, que elogiaram a performance das Sugababes e consideraram que é um dos melhores singles pop dos anos 2000. A música foi comercialmente bem sucedida em todo o mundo, e chegou ao top dez das tabelas de singles da Holanda, Noruega, Suíça e Reino Unido. Um videoclipe para o single foi dirigido por Andy Morahan e filmado no aeroporto de Londres Stansted, durante um período de dois dias. Possui cada integrante da Sugababes com um homem do aeroporto. Desde seu lançamento, "Too Lost in You" tornou-se um elemento básico das performances ao vivo do grupo, e foi incluído nas set-lists para os suas turnê em suporte ao álbuns Taller in More Ways (2005), Overloaded: The Singles Collection (2006) e Change (2007).

## Antecedentes e desenvolvimento
"Too Lost in You" é uma interpretação de "Quand j'ai peur de tout" ("When I'm Com medo de tudo"), uma música de 1997 interpretada pela cantora francesa Patricia Kaas. Foi escrito em inglês pela compositora americana Diane Warren para o terceiro álbum de estúdio do Sugababes, Three (2003). Warren compõe suas músicas em uma sala não organizada, onde ela fica sentada em um tamborete antigo e cercada por teclados, tambores e um gravador. A integrante do grupo, Heidi Range, comentou a experiência de colaborar com Warren, dizendo: "Poderia ser fácil dar uma volta e fazer as pessoas se sentir tão importantes como você. Ela nos fez sentir 100% confortáveis". A música foi produzida por Andy Bradfield e o músico australiano Rob Dougan, e mixado por Bradfield. Foi gravado em Realsongs, que está localizado em Hollywood e compartilha o nome da editora Warren. "Too Lost in You" foi programado por Yoad Nevo, que também forneceu os instrumentação. Os vocais dos membros do grupo foram produzidos por Mario Luccy e produzidos por Khris Kellow. De acordo com a Range, "Too Lost in You" representou a vida romântica dos três membros do grupo, dizendo: "Você precisa desse conforto quando você vai para casa".
"Too Lost in You" aparece proeminentemente na trilha sonora do filme de comédia romântica Simplesmente Amor, lançado aos cinemas no Reino Unido em 21 de novembro de 2003. O diretor, Richard Curtis, escolheu especificamente a música para o filme e descreveu a trilha sonora como "a vida e a alma do filme". De acordo com Heather Phares de AllMusic, "[a] n ênfase em músicas de artistas britânicos, como "Too Lost in You" de Sugababes [...] manter a trilha sonora se tornar muito previsível". "Too Lost in You" é o segundo single de Three, e foi lançado como single CD single e 12 polegadas no Reino Unido em 15 de dezembro de 2003. O lançamento da música em torno do Natal levou vários meios de comunicação para classificá-lo como candidato para o single número do Natal de 2004.

## Composição
"Too Lost in You" é uma balada pop e R&B downtempo, apoiado por um arranjo musical orquestral que consiste em um piano e cordas. Um escritor da Music Week, observou que a produção de Dougan da música fornece-lhe uma "sensação dramática e encharcada de corda". De acordo com as partituras digitais publicadas pela EMI Music Publishing, a música foi composta na nota de Dó sustenido menor usando assinatura de tempo comum, com um tempo de 98 batimentos por minuto. O intervalo vocal de Sugababes na canção abrange a nota mais baixa de Mi para a nota mais alta de Dó. Como muitas das composições de Warren, as letras seguem a forma do verso-coro; a canção também inclui um meio oito executados por Range. "Too Lost in You" é emotivo e melódico, e apresenta as harmonias escuras do grupo ao longo de tudo. De acordo com Harry Rubenstein do The Jerusalem Post, "[em 'Too Lost in You'], somos levados a acreditar que essas garotas estão realmente perdendo o controle em um momento de paixão, mas a música se abstém de se mudar para se tornarem personagens de um conto de fadas popular." Uma pesquisa realizada por cientistas em 2004 descobriu que o ritmo lento da música pode auxiliar na prevenção de acidentes e na promoção de uma condução mais segura.

## Recepção

### Crítica
A música recebeu críticas em sua maioria positivas da maioria dos críticos. Simon Evans da musicOMH descreveu "Too Lost in You" como "instantaneamente, infecciosamente simpática" e a chamou de uma das melhores faixas do álbum. De acordo com Alan Braidwood da BBC Music, as baladas do Three, incluindo "Too Lost in You", combinam a qualidade das músicas do grupo "New Year" e "Stronger". Dan Gennoe do Yahoo! Music, interpretou a música como um lembrete de que os Sugababes "lidaram com a melancolia trip-hop com a mesma confiança devastadora que as canções dançantes". O crítico do Herald Sun, Cameron Adams, escreveu que o grupo criou "Too Lost in You" e que era uma canção "deslumbrante". Escrevendo para Hot Press, Phil Udell elogiou o desempenho da balada de Sugababes, que ele considerou uma transição do "grande número de rádio" de Warren para "algo genuinamente adorável".
Becky Howard e Andrew Williams, do London Evening Standard, escreveram que "Too Lost in You" "[varre] você com todos os olhos enevoados" e considerou-o como "totalmente brilhante" em comparação a "Caught in a Moment", outra balada de Three. Kitty Empire do The Observer, foi desfavorável e criticou a "maturidade morta" da música, enquanto Stuart McCaighy do This Is Fake DIY, considerava a música tão turgente. Fiona Shepherd do The Scotsman, definiu as letras como "Fluxando em seus braços, caindo em seus olhos" como "letras melosas" e afirmou que o lançamento da música seria "pelo nome por trás de [ele] ao invés de qualquer mérito individual". Em 2007, Udell descreveu "Too Lost in You" como uma das melhores músicas pop dos anos 2000. James Mortlock do Eastern Daily Press considerou que era um dos clássicos singles pops do grupo, enquanto a Sarah-Louise James, do Daily Star, também considerava a música como um clássico "ganso-lenocínio".

### Comercial
"Too Lost in You" estreou no Irish Singles Chart em 18 de dezembro de 2003 no número 16 e atingiu o pico no número 13 na edição de 15 de janeiro de 2004. A música alcançou mais sucesso no Reino Unido, país nativo do grupo; entrou no UK Singles Chart em 25 de dezembro de 2003 no número dez, posição que ocupou por duas semanas consecutivas. No início de 2010, vendeu 145 mil cópias no Reino Unido, classificando-se como o décimo mais vendido do grupo Sugababes no país. "Too Lost in You" também foi um sucesso de dez em vários outros países europeus. A música alcançou o número sete no Norwegian Singles Chart e se tornou o quinto hit do grupo na Noruega. No Swiss Singles Chart, estreou no número 26 em 18 de janeiro de 2004 e alcançou o número oito em 1 de fevereiro de 2004. O single foi o quarto top 10 da banda na Suíça, passou 18 semanas no gráfico e ficou em 53º na lista de final de ano de 2004 do gráfico. "Too Lost in You" entrou no gráfico Dutch Top 40 no número 24 e alcançou o número oito quatro semanas depois, continuando a cadeia de trio dos dez melhores singles nos Países Baixos. A música alcançou o número 13 na carta de Hungarian Dance Chart, 14 na German Singles Chart, e no número 17 no quadro de singles dinamarqueses. Tornou-se o primeiro sucesso da quarta vez da banda no French Singles Chart, onde apareceu no número 22. "Too Lost in You" também atingiu o top quarenta nas tabelas de singles da Austrália, Áustria, Bélgica, Nova Zelândia e Suécia.

## Videoclipe

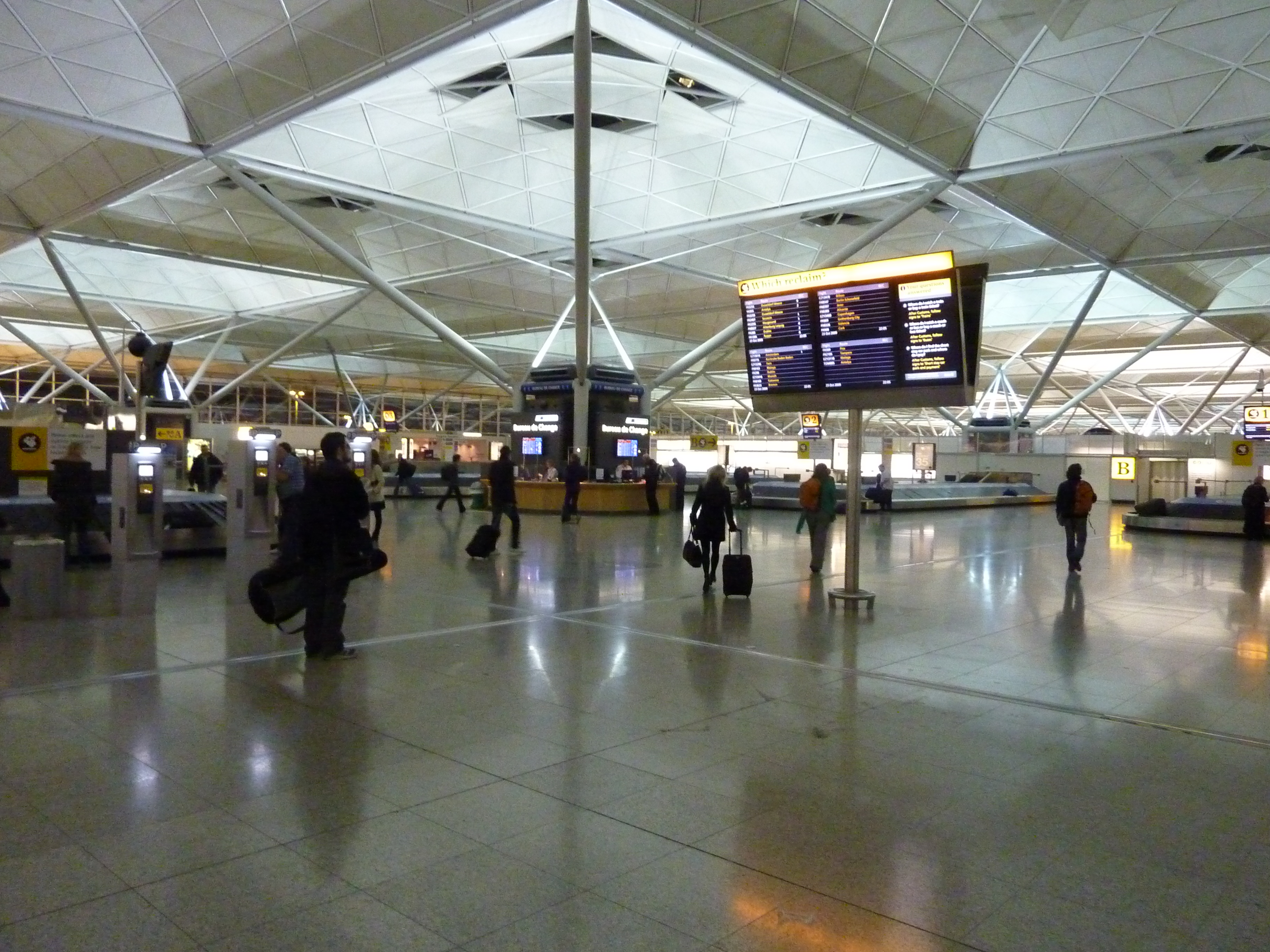
O videoclipe foi filmado no Aeroporto de Londres Stansted, onde cada integrante do grupo captura a atenção de um homem.

O videoclipe de "Too Lost in You" foi dirigido por Andy Morahan e filmado no Aeroporto de Londres Stansted, em novembro de 2003, durante um período de dois dias. Ele estreou no site oficial da Sugababes no mesmo mês e foi incluído no lançamento do CD. O vídeo começa com o trio caminhando juntas no aeroporto. Buchanan capta a atenção de um passageiro e começa a ter fantasias sobre ele, no qual ela o coloca em uma cadeira e toca seu corpo. Nas cenas subsequentes, o homem é mantido algemado. Buena fantasia sobre um trabalhador que ela vê no aeroporto e toca seu corpo com uma espada, que ela usa para cortar a frente de sua camisa. Range recebe a atenção de um comissário de bordo e tem desejos sonhadores de tocar e beijar ele; ela também joga uma grande bolsa cheia de gelo sobre ele.
A integrante do grupo, Keisha Buchanan, considerou que o vídeo era o mais desafiante para ela filmar: "O clipe mais difícil que já fiz foi "Too Lost in You" quando eu estava empurrando o cara na cadeira e tentando agir de forma sexual e minha Mãe estava no set. Sejamos honestos, eu era virgem, então foi um pouco estranho. A BT Vision descreveu as Sugababes no vídeo como "parecendo tão quentes quanto nós já os vimos na tela".. O vídeo foi comercialmente bem-sucedido e alcançou o número um no gráfico de airplay da TV do Reino Unido. Após a conclusão do vídeo, os clipes do O Amor Acontece foram adicionados a ele na promoção do lançamento do filme.

## Apresentações ao vivo
As Sugababes cantaram "Too Lost in You" no programa de televisão britânico TRL em dezembro de 2003 e no MTV Asia Awards em 14 de fevereiro de 2004. A música foi uma das seis faixas que elas tocaram no dia 20 de junho de 2004 no Live & Loud, um evento musical realizado no Hampden Park, em Glasgow, na Escócia. O grupo cantou "Too Lost in You", juntamente com "Hole in the Head" e "In the Middle", no festival Birmingham's Party in the Park em 10 de julho de 2004. A música foi tocada como parte de um show em agosto de 2004 em Delamere Forest, Cheshire, em que um crítico do Manchester Evening News escreveu que as Sugababes "mostraram que elas podem lidar com a balada, bem como o material uptempo em seu vasto catálogo pop". O grupo cantou "Too Lost in You" na Edinburgh Corn Exchange, em 18 de agosto de 2004, como parte de uma set list. A canção foi realizada como parte da turnê das Sugababes em 2006, em apoio a Taller in More Ways. Elas cantaram durante um show no 100 Club, em Londres, em 3 de outubro de 2006, na promoção de seu álbum de grandes sucessos de 2006, Overloaded: The Singles Collection, e no álbum que acompanha a edição de 2007 do Reino Unido e na Irlanda. O grupo cantou uma versão acústica no Peel Bay Festival em junho de 2007 em Peel, Ilha de Man, como parte de uma set-list definitiva; o evento continha uma multidão de 25 mil pessoas.
A banda cantou "Too Lost in You" em julho de 2007 no festival Liverpool Summer Pops, que foi realizado no Pavilhão Aintree. O grupo performou o single em 14 de setembro de 2007 no clube de musica indig02 de Londres e, de acordo com Nick Levine da Digital Spy, suas harmonias gerenciaram "o truque insondável de soar delicado e robusto". "Too Lost in You" foi incluído na set-list definitiva para a turnê Change Tour de 2008. O trio jogou em 3 de julho de 2008 no Liverpool Summer Pops, realizado no Echo Arena Liverpool. Em junho de 2009, elas cantaram o single no Cannock Chase Forrest como parte de um show de 75 minutos e Canterbury, Kent como a sexta música na set-list. Durante a última apresentação, integrantes da plateia começaram a deixar o evento depois que Range esqueceu as letras da música. As Sugababes cantaram "Too Lost in You" em 10 de julho de 2009 no Riverside Ground, no Condado de Durham, Inglaterra, como parte da set-list, e 12 de julho de 2009 no Cornbury Music Festival. No início de 2010, a quarta formação dos Sugababes, que incluia Range, Amelle Berrabah e Jade Ewen, tocou o single durante o lançamento do álbum Sweet 7 como a quarta música na set list. Em novembro de 2010, as três cantoras cantaram "Too Lost in You" no Yas Hotel, em Abu Dhabi, juntamente com muitas outras músicas do grupo.
Mutya Keisha Siobhan, a seleção original dos grupos, cantou a música junto com Promises, Overload, Run For Cover, Freak Like Me, Push The Button, Hole In The Head e Stronger como parte da tour Sacred Three.

## Faixas
| - CD1 single 1. "Too Lost in You" - 3:59 2. "Someone in My Bed" – 4:16 3. "Too Lost in You" (Kujay DaDa's Bass Shaker Mix) – 6:45 4. "Too Lost in You" (Video) | - CD2 single 1. "Too Lost in You" (Versão Love Actually) – 4:12 2. "Down Down" – 2:50 3. "Too Lost in You" (Kardinal Beats LA Remix) – 4:50 |

## Desempenho nas tabelas musicais
| Chart (2004)                                   | Maior posição |
| ---------------------------------------------- | ------------- |
| O campo songid é OBRIGATÓRIO PARA PARADA ALEMÃ | 14            |
| Austrália (ARIA)                               | 31            |
| Áustria (Ö3 Austria Top 75)                    | 26            |
| Bélgica (Ultratop 50 de Flandres)              | 28            |
| Bélgica (Ultratop 50 da Valônia)               | 28            |
| Dinamarca (Hitlisten)                          | 17            |
| Dinamarca (Tracklisten Airplay)                | 10            |
| França (SNEP)                                  | 22            |
| Hungria (Dance Top 40)                         | 13            |
| Irlanda (IRMA)                                 | 13            |
| Noruega (VG-lista)                             | 7             |
| Nova Zelândia (Recorded Music NZ)              | 31            |
| Países Baixos (Dutch Top 40)                   | 8             |
| Países Baixos (Single Top 100)                 | 10            |
| Reino Unido (UK Singles Chart)                 | 10            |
| Suécia (Sverigetopplistan)                     | 30            |
| Suíça (Schweizer Hitparade)                    | 8             |

| Chart (2004)                        | Posição |
| ----------------------------------- | ------- |
| Alemanha (Media Control AG)         | 88      |
| Países Baixos (Dutch Top 40)        | 64      |
| Países Baixos (Mega Single Top 100) | 90      |
| Suécia (Schweizer Hitparade)        | 53      |

## Vendas e certificações
| Região                                         | Certificação | Vendas   |
| ---------------------------------------------- | ------------ | -------- |
| Reino Unido (BPI)                              | Prata        | 200,000^ |
| ^distribuições baseadas apenas na certificação |              |          |